# Маргуцек
Маргуце́к (бур. мүргэдэг — «бодающийся») — село в Краснокаменском районе Забайкальского края Россия. Станция железной дороги. Основано поселение в 1952г.
Население — 765 чел. (2021).

## История
Основано в 1952 году. Расположено на северо-западе Краснокаменского района, в 45 км от районного центра, города Краснокаменск. Название села произошло от бур., мүргэдэг — «бодающайся», «бодающиеся горы», по расположению двух сопок. 
В 2004 году в состав села включен посёлок Тарбазитуй.
Основное предприятие — железнодорожная станция «Маргуцек». В селе работает школа, есть Дом культуры. В 5 км от Маргуцека расположен памятник археологии — древнее святилище Маргуцек.

## Население
| 1989  | 2002  | 2003  | 2010  | 2012  | 2013  | 2014  |
| ----- | ----- | ----- | ----- | ----- | ----- | ----- |
| 1051  | ↘990  | ↗1500 | ↘1215 | ↘1205 | ↘1178 | ↘1143 |
| 2015  | 2016  | 2017  | 2018  | 2019  | 2020  | 2021  |
| ↘1121 | ↘1103 | ↘1092 | ↘1066 | ↘1039 | ↘1016 | ↘765  |